# Artigli nell'ombra
Artigli nell'ombra (Verräter) è un film del 1936 diretto da Karl Ritter. Prodotto con sostegno massiccio della Wehrmacht, è un film di propaganda nazionalsocialista che racconta delle macchinazioni degli agenti stranieri e dei loro alleati infiltrati tra la popolazione.

## Trama
Nell'industria militare tedesca si infiltrano delle spie straniere per operare dei sabotaggi. L'azione combinata della Wehrmacht e della Gestapo riesce a sventare i loro piani.

## Produzione
Il film fu prodotto dall'Universum Film AG (UFA).

## Distribuzione
In Germania, il film ottenne il 19 agosto 1936 il visto di censura B.43165 che ne permetteva la visione ai maggiori di anni 14.
Distribuito dall' UFA, uscì nelle sale cinematografiche tedesche il 9 settembre 1936 dopo essere stato presentato alla 4ª Mostra internazionale d'arte cinematografica di Venezia il 19 agosto 1936. Proprio a Venezia venne premiato con una medaglia di segnalazione speciale assieme ad altri film.
A Berlino, venne presentato all'Ufa-Palast am Zoo il 15 settembre 1936.
Il film ebbe una distribuzione internazionale: nel 1936 uscì in Finlandia (25 dicembre); nel 1937 in Ungheria (5 gennaio, come Árulók), Stati Uniti (22 gennaio, distribuito dall'Ufa Film Company in versione originale sottotitolata), in Italia, dove ottenne il visto di censura 29520 in marzo, in Svezia (22 marzo, come Förrädaren), Danimarca (9 aprile, come Den usynlige Krig (Spionerne arbejder-!)) e Giappone; nel 1938 in Portogallo (2 marzo) e, nel 1939, in Spagna, con il titolo Traidores, presentato il 31 maggio a Barcellona.